# Orexa
Orexa (spanisch Oreja) ist ein Ort und eine Gemeinde (Municipio) in der Provinz Gipuzkoa im spanischen Baskenland. Sie hat 108 Einwohner (Stand: 2024). 

## Geografie
Orexa liegt etwa 22 Kilometer südsüdwestlich von der Provinzhauptstadt Donostia-San Sebastián in einer Höhe von ca. 420 m. 

## Bevölkerungsentwicklung
| 1900 | 1950 | 1970 | 1981 | 1991 | 2001 | 2011 | 2021 |
| ---- | ---- | ---- | ---- | ---- | ---- | ---- | ---- |
| 214  | 172  | 144  | 92   | 78   | 83   | 122  | 117  |

## Sehenswürdigkeiten

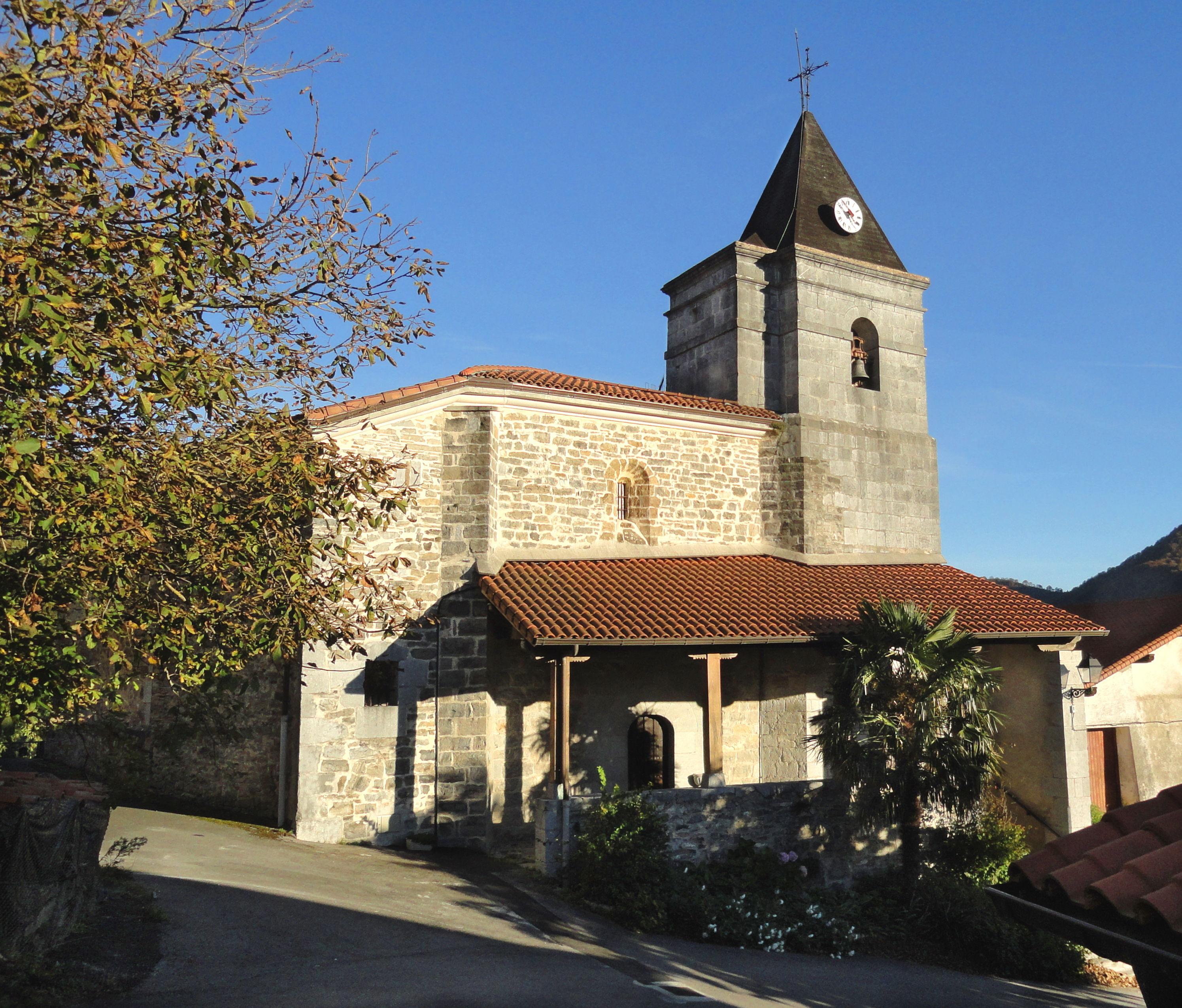
Kirche Santa Kutz
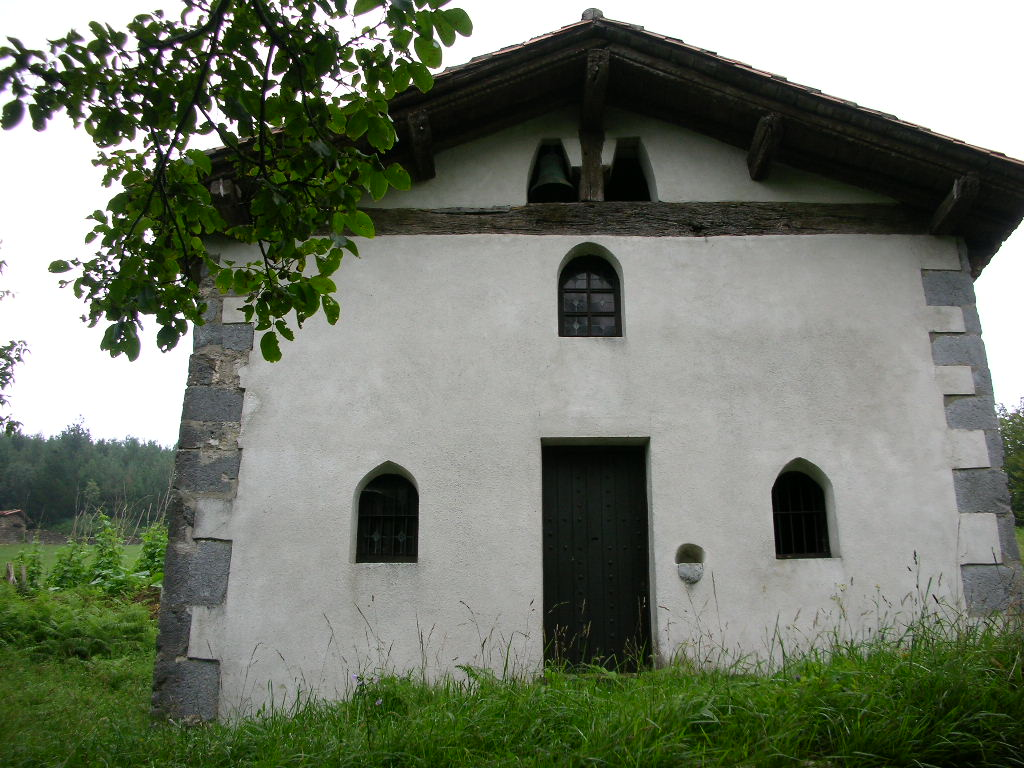
Markuskapelle
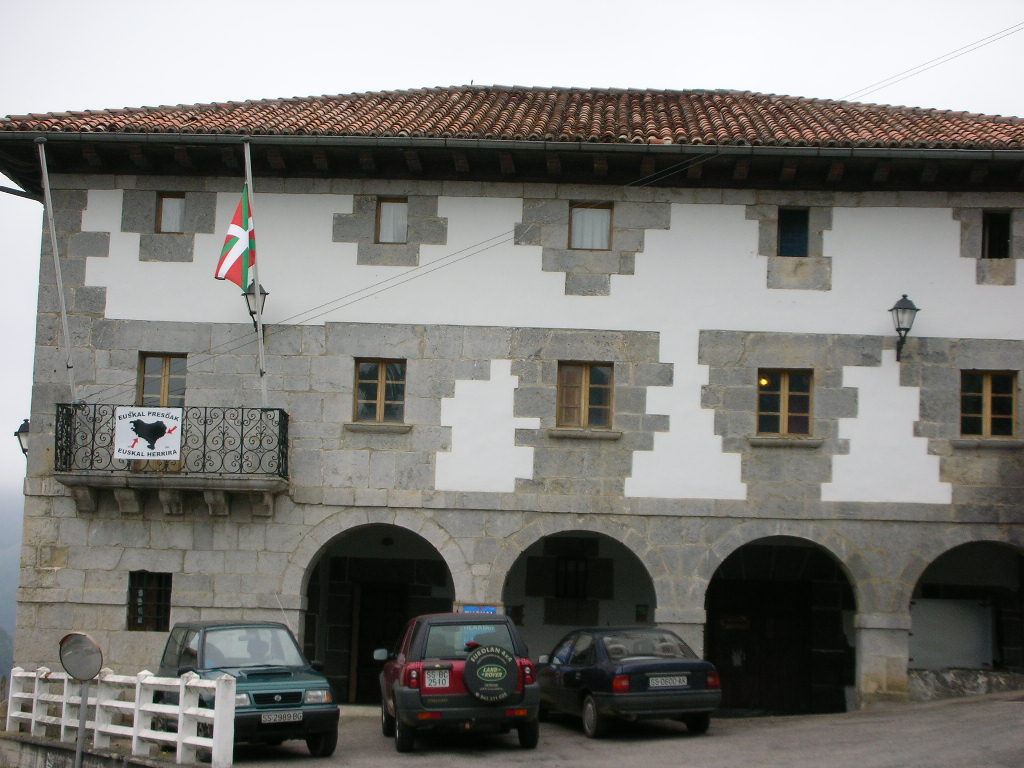
Rathaus

- Kirche Santa Kutz
- Markuskapelle
- Rathaus

## Persönlichkeiten
- Nicolás Ormaechea (1888–1961), genannt Orixe, Schriftsteller